# Дорисс
Дорисс (Дорисф; др.-греч. Δόρυσσος, Δόρυσθος, «потрясающий копьём, воинственный») — полулегендарный царь Спарты из рода Агидов, правивший в X веке до н. э.. Согласно «Хронике Евсевия», правил 29 лет.
Согласно Геродоту и Павсанию, Дорисс был сыном царя Лаботы. Сведения о его правлении отсутствуют. Был отцом царя Агесилая I.